# Заозёров, Сергей Евгеньевич
Сергей Евгеньевич Заозеров (8 августа 1995, Бийск, Алтайский край) — российский биатлонист, чемпион России. Мастер спорта России.

## Биография
На внутренних соревнованиях представляет Алтайский край и параллельным зачётом Новосибирскую область. Ранее в отдельных сезонах представлял Санкт-Петербург (УОР № 2). Тренер (в команде Алтайского края) — Жамин Геннадий Владимирович.
На юниорском уровне был победителем и призёром первенства Сибирского федерального округа (2014).
В 2019 году в составе сборной Новосибирской области стал чемпионом России в патрульной гонке, в 2020 году — чемпион страны в командной гонке и серебряный призёр в гонке патрулей. Победитель этапа Кубка России в эстафете.
Неоднократный победитель региональных соревнований в Алтайском крае. Призёр межрегиональных соревнований «Приз памяти Г. Харитонова» (Новосибирск). По итогам 2018 года был занесён на доску почёта Бийского района.